# إيفيري باديز غولف بورتبل
إيفيري باديز غولف بورتبل (بالإنجليزية: Everybody's Golf Portable)‏، هي لعبة فيديو يابانية، وهي من تطوير ستوديو كيلاب هانز، ومن نشر سوني كمبيوتر إنترتنمنت، صدرت اللعبة في الأسواق سنة 2004، وتعمل على منصة بلاي ستيشن بورتبل الحصرية.